# Kálmán Markovits
El Conde Kálmán Markovits de Spizza et Kisterpest (Budapest, 26 de agosto de 1931 - 5 de diciembre de 2009) fue un jugador húngaro de waterpolo. 

## Biografía
Fue entrenador de la selección húngara de waterpolo.
Se casó con Katalin Szőke, nadadora olímpica húngara.

## Clubes
- Budapesti Vasas Sport Club  ( Hungría)

## Títulos
Como jugador de waterpolo de la selección de Hungría
- Oro en el campeonato de Europa de waterpolo de Leipzig 1962
- Bronce en los juegos olímpicos de Roma 1960
- Oro en el campeonato de Europa de waterpolo de Budapest 1958
- Oro en los juegos olímpicos de Melbourne 1956
- Oro en el campeonato de Europa de waterpolo de Turín 1954
- Campeón en el WORLD STUDENT GAMES de 1954
- Oro en los juegos olímpicos de Helsinki 1952